# Jevnaker Idrettsforening
Il Jevnaker Idrettsforening è una società calcistica norvegese con sede nella città di Jevnaker. Milita nella 3. divisjon, quarta divisione del campionato norvegese.

## Storia
Il club militò nella Norgesserien 1937-1938 e nell'edizione successiva, divisioni che all'epoca rappresentavano la massima divisione del campionato norvegese. Nel 2012, il club milita nella 3. divisjon, a seguito della retrocessione dalla Fair Play ligaen 2011. La formazione si era guadagnata la promozione nel 2010. L'ultima apparizioni nella 1. divisjon fu datata 1996.

## Allenatori
- 1974-1975  Leif Eriksen
- 1984-1985  Arne Legernes
- 1985-1986  Jens Martin Støten[1]
- 1995-1996  Jens Martin Støten[2]
- 2013-oggi  Leo Olsen

## Palmarès

### Competizioni nazionali
- 3. divisjon: 1

2010

### Altri piazzamenti
- 3. divisjon:

Secondo posto: 2009, 2014 (gruppo 4)

## Organico

### Rosa 2012
| N. |                     | Ruolo | Calciatore       |
| -- | ------------------- | ----- | ---------------- |
| 1  | Norvegia (bandiera) | P     | Sindre Johnsrud  |
| 3  | Norvegia (bandiera) | D     | Espen Bakken     |
| 4  | Norvegia (bandiera) | D     | Steffen Olimb    |
| 5  | Norvegia (bandiera) | D     | Steffen Mørtvedt |
| 6  | Norvegia (bandiera) | C     | Christian Smerud |
| 7  | Norvegia (bandiera) | C     | Brynjar Fagerås  |
| 8  | Norvegia (bandiera) | A     | Ulrik Sundling   |
| 9  | Norvegia (bandiera) | A     | Allan Simonsen   |
| 10 | Norvegia (bandiera) | C     | Mathias Vad      |
| 11 | Norvegia (bandiera) | C     | Nader Khalayli   |
| 12 | Norvegia (bandiera) | P     | Arild Bakken     |
| 13 | Norvegia (bandiera) | A     | Espen Øverby     |

| N. |                     | Ruolo | Calciatore           |
| -- | ------------------- | ----- | -------------------- |
| 14 | Norvegia (bandiera) | D     | Erik Hagen           |
| 15 | Norvegia (bandiera) | C     | Kjetil Sørum         |
| 16 | Norvegia (bandiera) | C     | Aleksander Tveter    |
| 17 | Norvegia (bandiera) | C     | Maris Bruders        |
| 18 | Norvegia (bandiera) | A     | Kjetil Myrengen      |
| 19 | Norvegia (bandiera) | D     | Henrik Hurum         |
| 20 | Norvegia (bandiera) | D     | Jostein Jernslett    |
| 24 | Norvegia (bandiera) | C     | Steffen Simonsen     |
| 77 | Norvegia (bandiera) | D     | Kenneth Gruer-Hansen |
| –– | Norvegia (bandiera) | C     | Kjetil Byfuglien     |
| –– | Norvegia (bandiera) | C     | Rune Hagen           |
| –– | Norvegia (bandiera) | C     | Lennart Steffensen   |